# Branko Stanovnik
Branko Stanovnik (ur. 11 sierpnia 1938) – słoweński chemik, nauczyciel akademicki.

## Życiorys
Ukończył studia chemiczne na Wydziale Górnictwa i Technologii Uniwersytetu w Lublanie. W 1962 roku został asystentem profesora wydziału. Doktorat z chemii organicznej uzyskał w 1964 roku, zaś w 1972 roku został awansowany na profesora chemii organicznej. 
Został wybrany członkiem stowarzyszenia SAZU w dniu 30 maja 1991 roku jako stały członek Europejskiej Akademii Nauk i Sztuk w Salzburgu w 1991 roku a także stałym członkiem The New York Academy of Sciences w 1995 roku. Od 1999 roku jest szefem Departamentu Współpracy Międzynarodowej i Koordynacji Naukowej SAZU. Obecnie jest przewodniczącym rady redakcyjnej Acta Chimica Slovenica. Jego głównym osiągnięciem jest praca nad syntezą i transformacją związków organicznych, w tym aminokwasów. Nagrodzony został krajowymi naukowymi nagrodami za osiągnięcia, a także honorowym członkostwem Węgierskiego Towarzystwa Chemicznego.